# Lliga búlgara de futbol
La Lliga búlgara de futbol, la màxima categoria de la qual s'anomena Grup de Futbol Professional Búlgar A (en búlgar: "А" Професионална футболна група) o A PFG (А ПФГ) és la màxima competició futbolística de Bulgària. És organitzada per la Lliga de Futbol Professional de Bulgària.

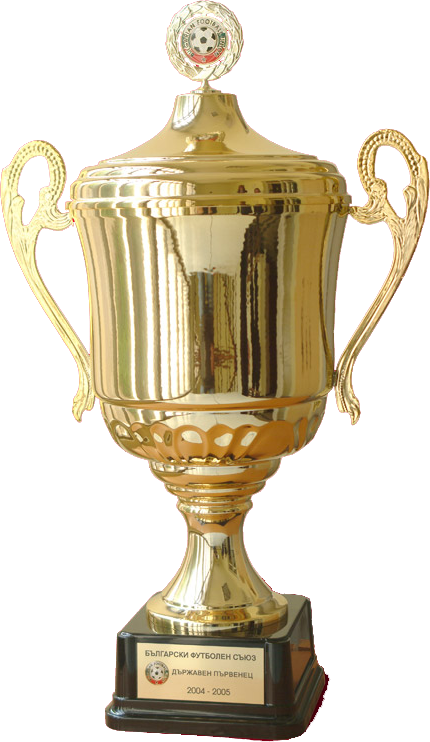
Trofeu de lliga de l'any 2005.

Per la temporada 2013-14 les classificacions per a les competicions europees resten de la següent manera:
- Primer classificat: Segona ronda de la UEFA Champions League.
- Segon classificat: Primera ronda de la UEFA Europa League.
- Tercer classificat: Primera ronda de la UEFA Europa League.
- Campió de Copa: Segona ronda de la UEFA Europa League.

Si el campió de Copa ja està classificat per la lliga, la seva plaça l'ocupa el finalista de la Copa. Si aquest també està classificat per la lliga, la plaça és per al quart classificat de la lliga.

## Patrocinadors
Els darrers anys, la lliga búlgara ha tingut els següents patrocinadors:
- 1998 - 2001: Kamenitza
- 2001 - 2003: M-tel
- 2003 - 2005: Zagorka
- 2005 - 2011: TBI A Football Group (patrocinador TBI Credit)
- 2011 - 2013: Victoria A Football Championship (patrocinador Victoria FATA Insurance)
- 2013 - avui: NEWS7 Football Championship

## Els derbis
Diversos derbis es disputen al campionat búlgar. El més important es disputa entre els dos grans del futbol búlgar, CSKA Sofia i Levski Sofia i s'anomena el derbi etern. El segon derbi és el de la ciutat de Plòvdiv entre Botev i Lokomotiv. Altres derbis són el de  Varna entre Spartak i Cherno More, el de Burgàs entre Chernomorets i Neftochimic i el més antic derbi de Sofia entre Levski i Slavia.

## Historial
Font:
- 1924: campionat no finalitzat
- 1925:  Vladislav Varna (1)
- 1926:  Vladislav Varna (2)
- 1927: campionat no finalitzat
- 1928:  Slavia Sofia (1)
- 1929:  Botev Plovdiv (1)
- 1930:  Slavia Sofia (2)
- 1931:  AS-23 Sofia (1)
- 1932:  Shipchenski Sokol Varna (1)
- 1933:  Levski Sofia (1)
- 1934:  Vladislav Varna (3)
- 1935:  Sportklub Sofia (1)
- 1936:  Slavia Sofia (3)
- 1937:  Levski Sofia (2)
- 1937-38:  Ticha Varna (1)
- 1938-39:  Slavia Sofia (4)
- 1939-40:  ZHSK Sofia (1)
- 1941:  Slavia Sofia (5)
- 1942:  Levski Sofia (3)
- 1943:  Slavia Sofia (6)
- 1944: campionat no finalitzat
- 1945:  Lokomotiv Sofia (2)
- 1946:  Levski Sofia (4)
- 1947:  Levski Sofia (5)
- 1948:  Septemvri pri CDV Sofia (1)
- 1948-49:  Levski Sofia (6)
- 1950:  Levski Sofia (7)
- 1951:  CDNA Sofia (2)
- 1952:  CDNA Sofia (3)
- 1953:  Levski Sofia (8)
- 1954:  CDNA Sofia (4)
- 1955:  CDNA Sofia (5)
- 1956:  CDNA Sofia (6)
- 1957:  CDNA Sofia (7)
- 1958:  CDNA Sofia (8)
- 1958-59:  CDNA Sofia (9)
- 1959-60:  CDNA Sofia (10)
- 1960-61:  CDNA Sofia (11)
- 1961-62:  CDNA Sofia (12)
- 1962-63:  Spartak Plovdiv (1)
- 1963-64:  Lokomotiv Sofia (3)
- 1964-65:  Levski Sofia (9)
- 1965-66:  CSKA Cherveno zname Sofia (13)
- 1966-67:  Botev Plovdiv (2)
- 1967-68:  Levski Sofia (10)
- 1968-69:  CSKA Septemvrijsko zname Sofia (14)
- 1969-70:  Levski-Spartak Sofia (11)
- 1970-71:  CSKA Septemvrijsko zname Sofia (15)
- 1971-72:  CSKA Septemvrijsko zname Sofia (16)
- 1972-73:  CSKA Septemvrijsko zname Sofia (17)
- 1973-74:  Levski-Spartak Sofia (12)
- 1974-75:  CSKA Septemvrijsko zname Sofia (18)
- 1975-76:  CSKA Septemvrijsko zname Sofia (19)
- 1976-77:  Levski-Spartak Sofia (13)
- 1977-78:  Lokomotiv Sofia (4)
- 1978-79:  Levski-Spartak Sofia (14)
- 1979-80:  CSKA Septemvrijsko zname Sofia (20)
- 1980-81:  CSKA Septemvrijsko zname Sofia (21)
- 1981-82:  CSKA Septemvrijsko zname Sofia (22)
- 1982-83:  CSKA Septemvrijsko zname Sofia (23)
- 1983-84:  Levski-Spartak Sofia (15)
- 1984-85:  Levski-Spartak Sofia (16)
- 1985-86:  Beroe Stara Zagora (1)
- 1986-87:  CFKA Sredets Sofia (24)
- 1987-88:  Vitosha Sofia (17)
- 1988-89:  CFKA Sredets Sofia (25)
- 1989-90:  CSKA Sofia (26)
- 1990-91:  Etar Veliko Tarnovo (1)
- 1991-92:  CSKA Sofia (27)
- 1992-93:  Levski Sofia (18)
- 1993-94:  Levski Sofia (19)
- 1994-95:  Levski Sofia (20)
- 1995-96:  Slavia Sofia (7)
- 1996-97:  CSKA Sofia (28)
- 1997-98:  Litex Lovech (1)
- 1998-99:  Litex Lovech (2)
- 1999-00:  Levski Sofia (21)
- 2000-01:  Levski Sofia (22)
- 2001-02:  Levski Sofia (23)
- 2002-03:  CSKA Sofia (29)
- 2003-04:  Lokomotiv Plovdiv (1)
- 2004-05:  CSKA Sofia (30)
- 2005-06:  Levski Sofia (24)
- 2006-07:  Levski Sofia (25)
- 2007-08:  CSKA Sofia (31)
- 2008-09:  Levski Sofia (26)
- 2009-10:  Litex Lovech (3)
- 2010-11:  Litex Lovech (4)
- 2011-12:  Ludogorets Razgrad (1)
- 2012-13:  Ludogorets Razgrad (2)
- 2013-14:  Ludogorets Razgrad (3)
- 2014-15:  Ludogorets Razgrad (4)
- 2015-16:  Ludogorets Razgrad (5)
- 2016-17:  Ludogorets Razgrad (6)
- 2017-18:  Ludogorets Razgrad (7)
- 2018-19:  Ludogorets Razgrad (8)
- 2019-20:  Ludogorets Razgrad (9)
- 2020-21:  Ludogorets Razgrad (10)
- 2021-22:  Ludogorets Razgrad (11)
- 2022-23:  Ludogorets Razgrad (12)
- 2023-24:  Ludogorets Razgrad (13)
- 2024-25:  Ludogorets Razgrad (14)